# Nienczen Tangla

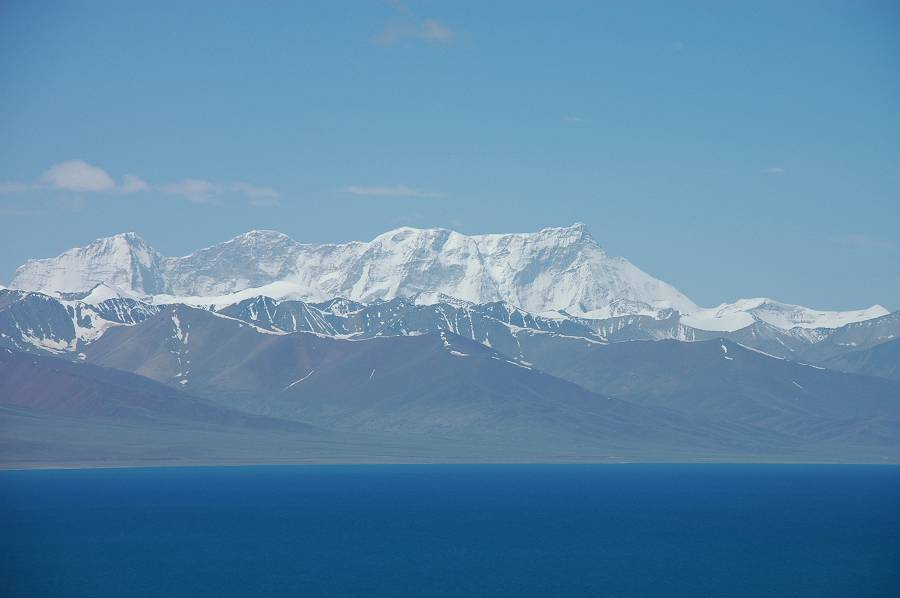
Szczyt Nianqingtanggula Feng

Nienczen Tangla (chiń.: 念青唐古拉山, pinyin: Niànqīngtánggǔlā Shān; tyb.: གཉ་ཆེན་ཐང་ལྷ་, Wylie: Gnyan-chen-thang-lha, ZWPY: Nyainqêntanglha) – pasmo górskie w południowo-zachodnich Chinach, w południowej części Wyżyny Tybetańskiej, między górnymi odcinkami Brahmaputry i Saluinu. Długość pasma wynosi ok. 800 km, najwyższym szczytem jest Nienczen Tangla Feng, mający wysokość 7182 m n.p.m. W niższych partiach gór występują stepy górskie, powyżej 5000 m n.p.m. łąki wysokogórskie, rumowiska skalne oraz liczne lodowce górskie. W dolinach duża część obszarów przeznaczona pod uprawę. Przez góry przebiega szosa z Lhasy do Golmudu oraz Kolej Tybetańska.